# Берта (Міннесота)
Берта (англ. Bertha) — місто (англ. city) в США, в окрузі Тодд штату Міннесота. Населення — 560 осіб (2020).

## Географія
Берта розташована за координатами 46°15′59″ пн. ш. 95°3′46″ зх. д. / 46.26639° пн. ш. 95.06278° зх. д. (46.266475, -95.062864).  За даними Бюро перепису населення США в 2010 році місто мало площу 2,65 км², уся площа — суходіл. В 2017 році площа становила 2,81 км², уся площа — суходіл.

## Демографія
Згідно з переписом 2010 року, у місті мешкало 497 осіб у 205 домогосподарствах у складі 120 родин. Густота населення становила 188 осіб/км².  Було 231 помешкання (87/км²).
Расовий склад населення:
| - 99,2 % — білих - 0,2 % — чорних або афроамериканців |

До двох чи більше рас належало 0,6 %. Частка іспаномовних становила 0,2 % від усіх жителів.
За віковим діапазоном населення розподілялося таким чином: 30,4 % — особи молодші 18 років, 49,9 % — особи у віці 18—64 років, 19,7 % — особи у віці 65 років та старші. Медіана віку мешканця становила 37,3 року. На 100 осіб жіночої статі у місті припадало 88,3 чоловіків;  на 100 жінок у віці від 18 років та старших — 82,1 чоловіків також старших 18 років.
Середній дохід на одне домашнє господарство  становив 41 033 долари США (медіана — 32 813), а середній дохід на одну сім'ю — 55 619 доларів (медіана — 51 042). За межею бідності перебувало 16,0 % осіб, у тому числі 21,5 % дітей у віці до 18 років та 14,9 % осіб у віці 65 років та старших.
Цивільне працевлаштоване населення становило 195 осіб. Основні галузі зайнятості: освіта, охорона здоров'я та соціальна допомога — 33,8 %, транспорт — 13,8 %, виробництво — 10,3 %, будівництво — 9,2 %.